# Зірка і смерть Хоакіна Мур'єти (фільм)
«Зірка і смерть Хоакіна Мур'єти» (рос. «Звезда и смерть Хоакина Мурьеты») — радянський художній фільм 1982 року за однойменною рок-оперою.

## Сюжет
Рок-опера  Олексія Рибникова і  Павла Грушко — історія легендарного героя латиноамериканського фольклору й поеми чилійського поета  Пабло Неруди. У період «золотої лихоманки» середини XIX століття, мріючи розбагатіти, Хоакін Мур'єта прямує до Каліфорнії. Його тягне передчуття любові, незвичайної долі і незліченні багатства. На кораблі Хоакін зустрічає ту, з ким йому судилося зв'язати свою долю. Але далеко від батьківщини вони не знаходять щастя…

## У ролях
| Актор                       | Роль                  |
| --------------------------- | --------------------- |
| Андрій Харитонов            | Хоакін Мур'єта        |
| Олена Біляк                 | Тереса                |
| Олександр Філіппенко        | Смерть                |
| Едуард Марцевич             | Шарманщик             |
| Оксана Бочкова              | Чилі                  |
| Сократ Абдукадиров          | Друг Хоакіна Трипалий |
| Семен Чунгак                | друг Хоакіна          |
| Адель Аль-Хадад             | друг Хоакіна          |
| Елгуджа Гагішвілі           | друг Хоакіна          |
| Ігор Суровцев               | друг Хоакіна Заїка    |
| Олександр Яковлєв           | ватажок рейнджерів    |
| Олександр Михайлов          | ворог Хоакіна         |
| Юрій Лоза                   | ворог Хоакіна         |
| Костянтин Кужалієв          | друг Хоакіна          |
| Віктор Андрієнко (каскадер) | епізод                |
| Людмила Солоденко           | молода дівчина Діана  |
| Ігор Сандлер                | рейнджер              |

## Знімальна група
- Автори сценарію:  Володимир Грамматиков, Олексій Тімм
- Режисер:  Володимир Грамматиков
- Оператор:  Олександр Антипенко
- Художник: Костянтин Загорський
- Композитор:  Олексій Рибников